# Lamiak

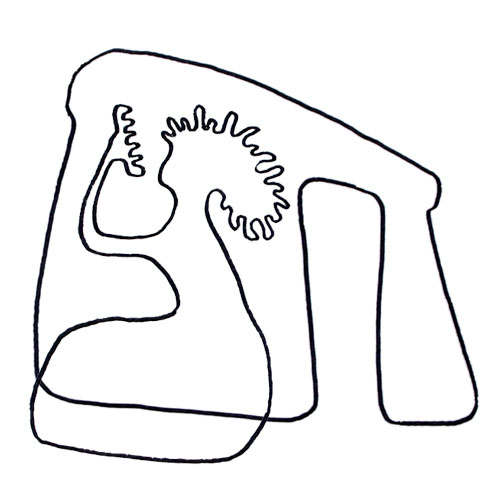
Una rappresentazione grafica di una lamia.

Le Lamiak (plurale di lamia), chiamate anche laminak (plurale di lamina), sono creature della mitologia basca con zampe di uccelli che vivono nei fiumi e nei boschi. Possono essere facilmente accostate alle ninfe greco-romane. Normalmente sono di genere femminile e raffigurate con pettini d'oro, che spesso attraggono l'avidità di qualche contadino.

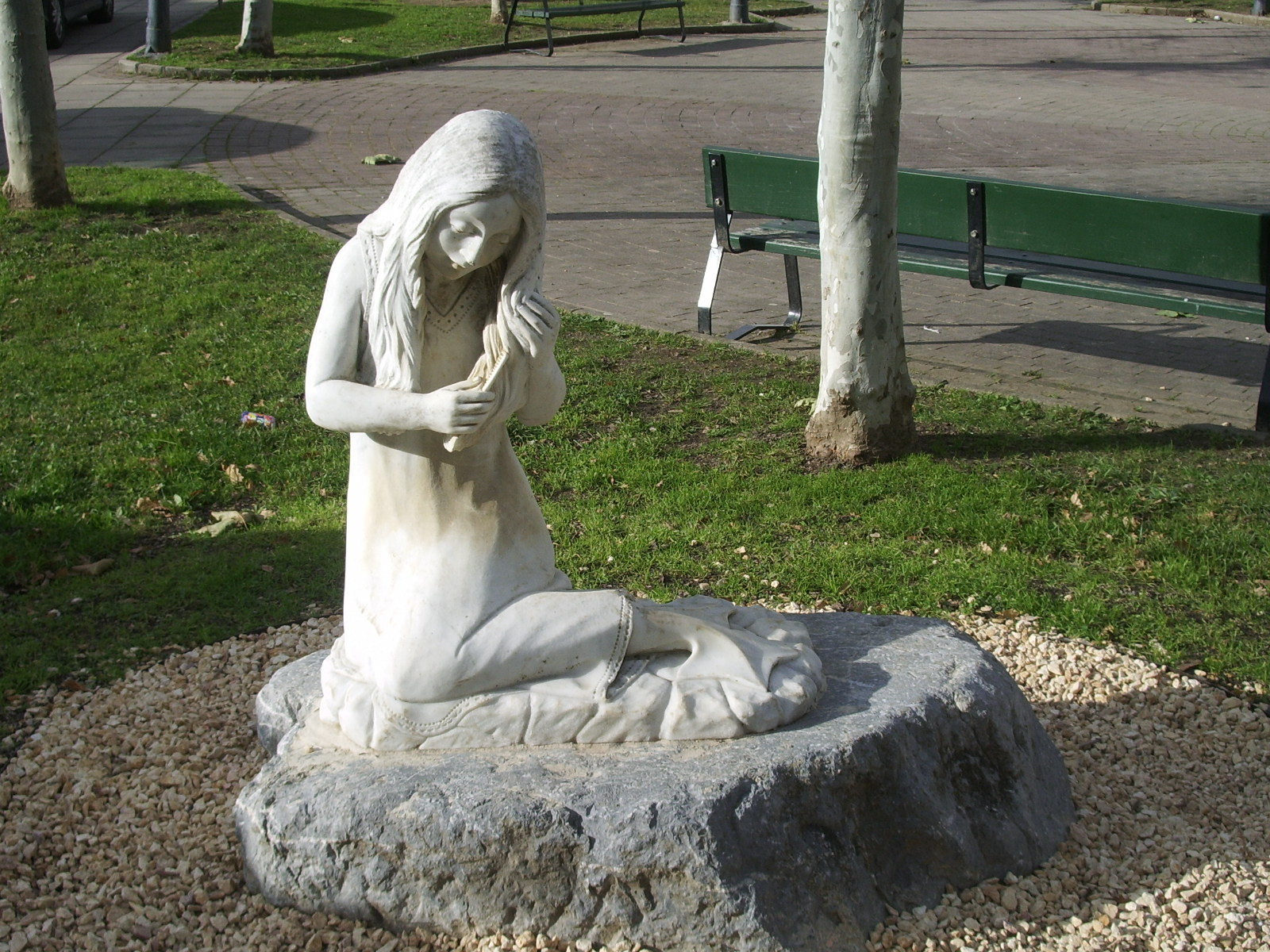
La rappresentazione di una lamia nella città di Arrasate, in Gipuzkoa, nella Comunità Autonoma Basca.

In una più romantica leggenda, un pastore si innamora di una lamia ma, scoprendo la sua vera natura, decide di abbandonarla, morendo poco dopo. La lamia si reca al suo funerale, ma resta fuori dalla chiesa.
In un'altra, si dice che una lamia sia un uomo che passeggia dopo il tramonto con un vecchio bastone di legno, picchiando i bambini che non rispettano il coprifuoco. In questo caso, è la versione basca dell'uomo nero.

## Credenze
Nella mitologia basca, le lamiak sono rappresentate come generose, che aiutano nel lavoro coloro che le fanno regali. Ad esempio, se un contadino lasciava loro del cibo sulla riva del fiume, esse lo mangiavano di notte e in cambio finivano di arare il suo campo. In alcuni luoghi si credeva che i ponti fossero costruiti di notte dalle lamiak: Ebrain (Bidarray, Bassa Navarra), Azalain (Andoain, Gipuzkoa), Urkulu (Leintz-Gatzaga, Gipuzkoa), Liginaga-Astüe (Labourd).
In altri miti, le lamiak dovevano andarsene se il ponte che stavano costruendo di notte veniva lasciato incompiuto al canto del gallo. La gente credeva che le lamiak avessero lasciato un fiume se mancava una pietra nel ponte. Altre credenze sostengono che la maggior parte delle lamiak siano scomparse quando gli uomini edificarono piccole chiese nella foresta.
Si ritiene che le lamiak si trovino anche dall'altra parte dell'arcobaleno, dove si pettinano. Si dice che quando la luce del sole colpisce i loro capelli, l'arcobaleno appaia.
La mitologia descrive occasionalmente anche lamiak di sesso maschile. In queste storie, sono descritti come forti e gli si attribuisce la creazione di dolmen durante la notte. Si dice anche che possano entrare in una casa di notte quando gli abitanti dormono. Gli vengono attribuiti diversi nomi: Maideak, Mairiak, Mairuak, Intxixuak (a Oiartzun, Gipuzkoa), Saindi Maidi (nella Bassa Navarra).
Molti toponimi sono legati a lamiak, tra cui Lamikiz (Markina), Laminaputzu (a Zeanuri), Lamitegi (a Bedaio), Lamirain (ad Arano), Lamusin (a Sare), Lamiñosin (ad Ataun).